# Bembidion semipunctatum
Bembidion semipunctatum es una especie de escarabajo del género Bembidion, tribu Bembidiini, familia Carabidae. Fue descrita científicamente por Donovan en 1806.
Se distribuye por Rusia, Austria, Canadá, Países Bajos, Noruega, Suiza, Alemania, Reino Unido, Suecia, Francia, Portugal, Estonia, Bélgica, Italia, Estados Unidos, Finlandia, Japón, Polonia, Ucrania, Eslovenia, Luxemburgo, Eslovaquia, Dinamarca, Mongolia, Bulgaria, Bielorrusia, Checa, España y Lituania. La especie se mantiene activa durante todos los meses del año.